# Kinh tế Sasan

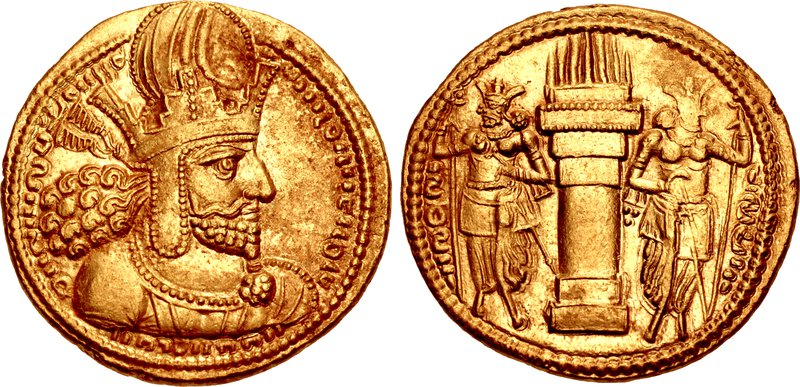
Đồng Dinar của hoàng đế Shapur I

Xã hội Iran vào thời kỳ Sasan là một xã hội nông nghiệp và do đó, kinh tế Sasan phụ thuộc nhiều vào chăn nuôi và trồng trọt.
Các hàng hóa chính được xuất khẩu bởi người Sasan bao gồm lụa; hàng dệt may từ len và vàng; thảm và thảm trải phòng; da thuộc; cũng như da động vật và ngọc trai từ Vịnh Ba Tư. Đồng thời có cả hàng hóa thông quan từ Trung Quốc (giấy, lụa) và Ấn Độ (gia vị), mà hải quan Sasan đánh thuế lên, và sau đó được xuất khẩu lại từ Đế quốc sang châu Âu.
Nhờ vị trí địa lý đặc biệt của thế giới Iran, người Sasan có khả năng kiểm soát các tuyến đường biển và do đó, họ có thể được xem là một nhân tố quan trọng nhất trong thương mại quốc tế vào cuối thời kỳ cổ đại.

## Thương mại địa phương
Chúng ta biết rằng, trong giai đoạn đầu của thời đại Sasan, đế chế đã bày tỏ sự quan tâm lớn đến việc thành lập cảng bến trên bờ biển Vịnh Ba Tư. Trong Kār-Nāmag ī Ardašīr ī Pāpakān (Sử ký các hành động đẹp của Ardashir, con trai Papak), một trong những cảng này được đề cập đến, tên gọi là "Bōxt-Artaxšīr", ngày nay hiện là Bushehr. Cảng này có một vị trí quan trọng đối với người Sasan bởi nó kết nối Kazerun với trung tâm của Persis, ngày nay là Shiraz. Ngoài ra còn có các cảng bến khác trên bờ biển phía Iran của Vịnh Ba Tư trong thời kỳ Sasan, như Sirāf, Hormuz, Kujaran Artaxšīr, v.v.. Theo Ammianus Marcellinus, "dọc theo cả bờ biển [của Vịnh Ba Tư] có một loạt các thành phố và thôn làng, nhiều tàu thuyền đi lại.".

## Thương mại quốc tế

### Cạnh tranh với Đế quốc La Mã
Chúng ta biết rằng vào thế kỷ thứ sáu, người Sasan không chỉ hướng đến việc kiểm soát Biển Ả Rập và dĩ nhiên, cả vùng biển quê hương của họ, Vịnh Ba Tư, mà còn nhìn xa hơn về phía đông. Điều này đã dẫn người Ba Tư vào cuộc xung đột với La Mã. Lụa rất quan trọng trong thế giới cổ đại và là thứ mà người La Mã muốn. Với các vùng biển dưới sự kiểm soát của người Iran, người La Mã phải tìm kiếm sự giúp đỡ từ người Ethiopia. Tuy nhiên, kế hoạch này đã thất bại và có thể là cũng dẫn đến cuộc chiến tranh giữa Aksumite và Ba Tư, khiến cho Yemen trở thành một chư hầu của Iran vào cuối cuộc chiến tranh.
Procopius cho biết, Justinian đã gửi một đoàn đại sứ đến Axum và yêu cầu người Ethiopia rằng "họ nên mua lụa từ Ấn Độ và bán cho người La Mã và như vậy, họ sẽ kiếm được rất nhiều tiền. Bên cạnh đó, trong khi chỉ mang lại lợi ích này cho người La Mã mà thôi, họ [người La Mã] sẽ không còn bị ép phải gửi tiền đến cho đối thủ của họ [người Ba Tư]." Tuy nhiên, kế hoạch này cũng không thành công, "vì người Ethiopia không làm cách nào mua được lụa từ người Ấn Độ, bởi việc các thương gia người Ba Tư hiện diện tại các cảng bến [của Ceylon ở Sri Lanka], nơi những tàu thuyền đầu tiên của người Ấn Độ cập cảng, suốt thời gian họ sống tại quốc gia láng giềng, họ đã luôn quen thuộc với việc mua toàn bộ hàng hóa." Tuy nhiên, người ta không tin rằng việc là láng giềng với nhau chính là nguyên nhân đằng sau sự hợp tác giữa người Iran và các thương gia Sinhalese, và một lý do tốt hơn có thể là người Iran đã là khách hàng lâu năm và họ không muốn xúc phạm người Sasan thông qua việc kinh doanh với đối thủ của Đế chế Ba Tư. Tuy nhiên, bài toán về lụa của người La Mã đã được giải quyết thông qua việc tuồn dâu tằm tơ vào Đế chế La Mã.

### Thương mại với Trung Hoa
Chúng ta cũng có thông tin về thương mại của người Sasan với Trung Hoa. Thương mại giữa Trung Hoa và Đế quốc Sasan được thực hiện thông qua hai hướng, Con Đường Tơ Lụa và đường biển. Nhiều đồng xu Sasan đã được tìm thấy tại nhiều bãi biển Trung Quốc.

## Các chợ Bazaar
Hoạt động kinh tế chính ở các thành phố được thực hiện bởi các thương gia (tiếng Ba Tư Trung Cổ: wāzarganan) và diễn ra tại các chợ Bazaar. Trong các chợ thời Sasan này, mỗi nhóm thợ thủ công có khu vực riêng của mình, được gọi là rāste theo tiếng Ba Tư. Chúng ta biết thông tin này từ Denkard, có nói về các quy tắc từng tồn tại "về loạt cửa hàng trong chợ Bazaar thuộc về những người thợ thủ công khác nhau." (VIII, Chương 38) Denkard cũng đề cập đến một danh sách các ngành nghề chiếm giữ một phần của chợ Bazaar, như thợ rèn (tiếng Ba Tư Trung Cổ: āhengar) và thợ cắt tóc (tiếng Ba Tư Trung Cổ: wars-wirāy).
Đối với mỗi nhóm thợ thủ công (kirrog), có một người đứng đầu hội thợ (kirrogbed) và hoạt động và giá cả của chợ Bazaar được giám sát bởi một người đứng đầu, được biết đến như wāzārbed trong tiếng Ba Tư Trung Cổ. Văn phòng này (wāzārbed) cũng được đề cập đến trong Res Gestae Divi Saporis.

## Các lái buôn
Mặc dù đã có các thương gia Sasan đến tận Trung Hoa, nhưng quan điểm của Hoả giáo về họ là không được tốt. Cuốn Mēnōg của Khrad (Tinh thần Trí tuệ), một trong những cuốn sách Hoả giáo quan trọng nhất, có nói về các thương gia một cách rất tiêu cực.
Chức năng của những người lao động là như sau: họ sẽ không tham gia vào một công việc mà họ không quen thuộc và thực hiện tốt và chính xác những gì họ biết, và nhận mức lương hợp lý.— Mēnōg của Khrad, Vấn đáp 32

## Các thuộc địa Iran ở Nam Á và Đông Á
Chúng ta cũng biết về việc thành lập các thuộc địa và cảng bến của người Sasan xa tận Đông Á. Có một thuộc địa Sasan ở Malaysia, hình thành bởi các thương gia. Vì ngựa Ba Tư được vận chuyển đến Ceylon, một thuộc địa Sasan cũng được thành lập trên hòn đảo đó, nơi các tàu thuyền đến từ Iran đổ bộ tại cảng của nó. Để mở rộng thương mại, người Sasan đã xây dựng thêm các bến cảng tại các vị trí như Muscat và Sohar. Chúng ta thậm chí cũng biết về các thuộc địa Sasan ở Kilwa, trên bờ biển phía đông châu Phi.
Việc thành lập các thuộc địa của Iran ở Trung Quốc cũng đã được xác nhận, thông qua sự tồn tại của các đền lửa Hoả giáo, được tìm thấy ở khu vực Trường An, miền nam Trung Quốc.